# Dactylosporina
Dactylosporina es un género de fungi de la familia de setas Physalacriaceae.